# Конвейерный поезд
Конвейе́рный по́езд — транспортное средство в виде отдельного поезда с грузоносным полотном лоткового типа, движущимся по рельсовому пути или по специальным направляющим. Конвейерные поезда предназначены для транспортирования насыпных грузов с размером кусков до 1200 мм.

## Применение конвейерных поездов
Использование конвейерных поездов началось в 60-х гг. XX века. Широкое применение они получили в горно-рудной промышленности. Транспортные системы конвейерных поездов широко используются в Австралии, Франции и Германии.
Конвейерные поезда предназначены для транспортирования крупнокусковых, абразивных грузов по трассе с небольшими радиусами закругления (20…25 м).

## Технологические схемы
Этот вид транспортирующих установок используется при двух технологических схемах:
- поточной — с доставкой крупнокусковой горной массы непосредственно из забоев на отвалы или на обогатительную фабрику;
- циклично-поточный — с перемещением горной массы автосамосвалами до разгрузочного пункта и дальнейшим транспортированием конвейерным поездом.

## Технические параметры
Оптимальные параметры конвейерных поездов на открытых горных работах:
- поперечное сечение груза на полотне 1-1,5 {\displaystyle {\text{м}}^{2}};
- грузоподъёмность 300—400 тонн;
- скорость движения с грузом 5-10 м/с.

Производительность конвейерных поездов зависит от скорости движения и достигает 1000 тонн/час.

## Преимущества
- способность работать на крутых склонах (до 20-25о);
- возможность транспортирования крупнокусковых грузов (до 1200 мм);
- возможность движения по малым радиусам закругления (до 30-40 м);
- полная автоматизация работы системы.

## Недостатки
- большое число приводов;
- действие динамических (растягивающих и сжимающих) усилий.